# Liste de films français sortis en 1909
Listes de films français
- 1905
- 1906
- 1907
- 1908
- 1909
- 1910
- 1911
- 1912
- 1913

Liste non exhaustive de films français sortis en 1909.

## 1909
| Titre                                                                                | Réalisateur                         | Distribution                                                                        | Genre                             | Métrage                     | Notes |
| ------------------------------------------------------------------------------------ | ----------------------------------- | ----------------------------------------------------------------------------------- | --------------------------------- | --------------------------- | ----- |
| À qui mon cœur ?                                                                     | réalisateur inconnu                 | Max Linder                                                                          | Comédie                           | 95 m.                       |       |
| Amis de collège ou l'Affaire de la rue de Lourcine (ou L'Affaire de la rue Lourcine) | réalisateur inconnu                 | Paul Landrin, Madeleine Guitty, Bernard Jacquet                                     | Comédie                           | 220 m.                      |       |
| La Bague                                                                             | Louis Feuillade                     | Renée Carl, Alice Tissot, Maurice Vinot                                             |                                   | 133 m.                      |       |
| La Chatte métamorphosée en femme                                                     | Louis Feuillade                     | Christiane Mandelys, Alice Tissot, Maurice Vinot, Renée Carl                        | Film de fantasy                   | 119 m.                      |       |
| La Cigale et la Fourmi                                                               | Louis Feuillade                     | Renée Carl, Christiane Mandelys, Alice Tissot, Maurice Vinot, Edmond Bréon          |                                   | 186 m.                      |       |
| Elle est partie                                                                      | Georges Monca                       | Adrien Caillard, Marguerite Bréval, Alexandre Colas, Marguerite Brésil              | Film dramatique                   | 270 m.                      |       |
| L'Enfant                                                                             | Louis Feuillade                     |                                                                                     |                                   |                             |       |
| J'épouserai ma cousine                                                               | réalisateur inconnu                 | Louis Blanche, Frédéric Muffat, Gabrielle Lange, Rose Grane                         | Comédie                           | 185 m.                      |       |
| L'Homme aux poupées                                                                  | réalisateur inconnu                 | Georges Wague, Charlotte Wiehé                                                      | Film dramatique                   | 165 m. dont 149 en couleurs |       |
| Le Légataire universel                                                               | André Calmettes                     | Théophile Barral, Amélie Diéterle , Pierre Palau, Jules Mondos, Léonie Richard      | Comédie                           | 350 m.                      |       |
| Loin du bagne                                                                        | Louis Feuillade                     | Alice Tissot, Maurice Vinot, Renée Carl                                             |                                   | 217 m.                      |       |
| Macbeth                                                                              | André Calmettes                     | Paul Mounet, Jeanne Delvair                                                         | Film dramatique                   | 325 m.                      |       |
| La Maison sans enfant                                                                | Georges Monca                       | Pierre Magnier, Marguerite Ninove, Georges Flateau, Mona Gondré                     | Comédie dramatique                | 215 m.                      |       |
| Le Mensonge de Sœur Agnès                                                            | Louis Feuillade                     | Alice Tissot, Maurice Vinot, Renée Carl, Henri Gallet                               | Film dramatique                   | 118 m.                      |       |
| Molière                                                                              | Léonce Perret                       | André Bacqué, Abel Gance, René d'Auchy, Amélie de Pouzols, Fabienne Fabrèges        | Film dramatique Film biographique | 294 m.                      |       |
| Monsieur Prud'homme fait faire sa statue                                             | Léonce Perret                       | Léonce Perret, Valentine Petit                                                      | Comédie                           |                             |       |
| Ordre du roy                                                                         | Michel Carré                        | Dupont-Morgan, Jean Angelo, Mathilde Comont, Andrée Marly                           | Comédie                           | 175 m.                      |       |
| Le Portrait de Mireille                                                              | Léonce Perret                       | Fabienne Fabrèges, Jeanne Marie-Laurent, Marc Mario, Léonce Perret, Valentine Petit |                                   |                             |       |
| La Possession de l'enfant                                                            | Louis Feuillade                     | Renée Carl, Christiane Mandelys, Maurice Vinot, Alice Tissot                        | Film dramatique                   | 235 m.                      |       |
| Le Retour d'Ulysse                                                                   | André Calmettes et Charles Le Bargy | Paul Mounet, Régina Badet, Albert Lambert, Louis Delaunay                           | Film d'aventure                   | 320 m.                      |       |
| La Tosca                                                                             | André Calmettes et Charles Le Bargy | Cécile Sorel, René Alexandre, Charles Le Bargy, Charles Mosnier                     | Film dramatique                   | 380 m.                      |       |
| Le Truc de l'antiquaire                                                              | Léonce Perret                       |                                                                                     |                                   |                             |       |
| Le Voile des nymphes                                                                 | Louis Feuillade                     | Alice Tissot, Maurice Vinot, Renée Carl                                             |                                   | 101 m.                      |       |